# Річард Вільямс (тренер)
Річард Дав Вільямс-молодший (англ. Richard Dove Williams Jr.;14 лютого 1942) — американський тенісний тренер, батько Вінус і Серени Вільямс.

## Раннє життя
Вільямс був одним із п'яти дітей і єдиним сином Джулії Мей Меткаф (померла в 1985 році) і Річарда Дава Вільямса-старшого зі Шривпорта, штат Луїзіана. Його молодші сестри — Пет, Барбара, Пенні та Фей. Якийсь час родина проживала на Східній 79-й вулиці біля залізничних колій.
Вільямс закінчив середню школу і переїхав до Сагіно, штат Мічиган а потім до Каліфорнії.

## Тренерство

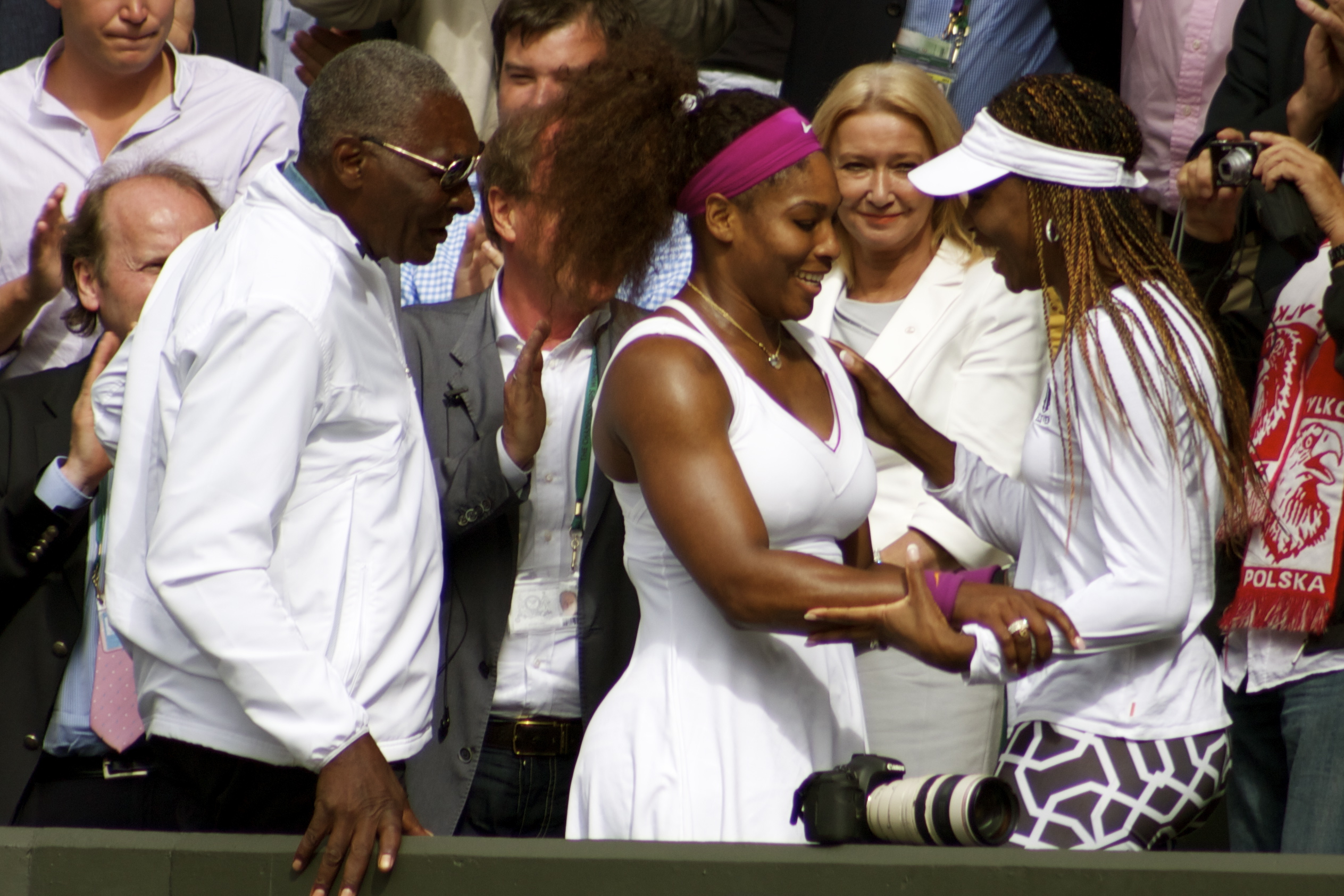
Вільямс зі своїми дочками невдовзі після перемоги Серени Вільямс на Вімблдонському турнірі 2012 року

Він брав уроки тенісу у чоловіка на прізвисько Old Whiskey, і коли побачив по телевізору, як грає Вірджинія Рузіч, то вирішив, що його майбутні дочки будуть професійними гравчинями в теніс. Вільямс каже, що написав план на 85 сторінок і почав давати уроки Вінус і Серені і водити їх на публічні тенісні корти, коли їм було чотири з половиною. Пізніше він додав, що відчував, що це було зарано: шість років було б більш підходяще. Незабаром вони почали брати участь у тенісних турнірах у Шривпорті. У 1995 році Вільямс забрав їх із тенісної академії і тренував їх сам.
Серена виграла US Open у 1999 році; Вінус перемогла Ліндсі Девенпорт і виграла титул Вімблдону 2000 року. Після цієї перемоги Річард вигукнув «Stright Outta Compton!», посилаючись на пісню N.W.A про Комптон, Каліфорнія, той самий район Лос-Анджелеса, де колись проживала родина. Він перестрибнув через будку мовлення NBC, заставши Кріса Еверта зненацька і виконавши тріумфальний танець.

## Особисте життя
Вільямс був одружений тричі.
Після переїзду до Каліфорнії він познайомився з Бетті Джонсон. Вони одружилися в 1965 році і мали п'ятьох дітей (троє синів і дві дочки), перш ніж розлучитися в 1973 році: Сабріна, Річард III, Роннер, Релусс і Реніка, які також виховувалися з іншою дочкою Бетті, Катріною.
У 1979 році він познайомився із вдовою Орасін «Бренді» Прайс, у якої було три дочки. Вони одружилися в 1980 році. У Вільямса і Прайс було дві біологічні дочки, Вінус (народилася 17 червня 1980 року) і Серена (народилася 26 вересня 1981 року). Сім'я проживала в Комптоні, Каліфорнія. Річард і Орасін розлучилися в 2002 році.
Він знову зацікавив громадськість після розлучення з Орасін Прайс і появи з новою подругою Лакейшою Хуанітою Грем, власницею продуктового магазину, на рік старшою за Вінус. У 2010 році Річард і Лейкіша одружилися, а в 2012 році у них народився син Ділан Пізніше вони розлучилися в 2017 році.
У Річарда також є інші діти, в тому числі Чавойта ЛеСане. Один дорослий син був присутній біля корту на тенісному грі у 2011 році.
Наприкінці кар'єри своїх дочок він посідав менш помітну роль, звернувшись до інших інтересів, таких як фотографія.
У липні 2016 року Вільямс переніс інсульт. Лакейша Вільямс, його дружина на той час, заявила, що його стан стабільний. Згодом він переніс додаткові інсульти.
Біографічний фільм про Річарда Вільямса «Король Річард» з Віллом Смітом у головній ролі вийшов на екрани 19 листопада 2021 року. Режисером фільму виступив Рейнальдо Маркус Грін, а сценаристом — Зак Бейлін.

## Книжки
- With Bart Davis, Black and White: The Way I See It (New York: Atria Books, 2014, ISBN 978-1476704203).